# 1291年
| 千纪： | 2千纪 |
| 世纪： | 12世纪 \| 13世纪 \| 14世纪                                                                                 |
| 年代： | 1260年代 \| 1270年代 \| 1280年代 \| 1290年代 \| 1300年代 \| 1310年代 \| 1320年代                           |
| 年份： | 1286年 \| 1287年 \| 1288年 \| 1289年 \| 1290年 \| 1291年 \| 1292年 \| 1293年 \| 1294年 \| 1295年 \| 1296年 |
| 纪年： | 辛卯年（兔年）；元至元二十八年；越南重興七年；日本正應四年                                                 |

## 大事记
- 元世祖忽必烈指定蒙古卜魯罕部女子阔阔真到伊兒汗國和親，由泉州以海路出發，據稱馬可波羅隨行護送。
- 方濟各會神父孟高維諾受教宗尼各老四世派遣，經海路抵達中國泉州。
- 4月4日——馬木路克王朝進攻耶路撒冷王國最後的堡壘阿卡，爆發阿卡圍城戰。
- 5月18日——耶路撒冷王國最後的堡壘阿卡陷落，阿卡圍城戰結束。
- 6月18日——忽必烈下詔頒佈元朝第一部全國性的法律典籍《至元新格》。
- 7月23日——伊兒汗國阿魯渾之兄弟海合都繼任第五任君主。
- 8月1日——瑞士的建国通常追溯到1291年8月1日，8月1日是国家假日（国庆日）。
- 8月19日——元廷设上海县，標誌上海正式建城。

## 逝世
- 3月10日——阿魯渾，阿八哈之子，伊兒汗國的第四任君主。